# Weinmannia glabra
Weinmannia glabra är en tvåhjärtbladig växtart som beskrevs av Carl von Linné d.y.. Weinmannia glabra ingår i släktet Weinmannia och familjen Cunoniaceae. Utöver nominatformen finns också underarten W. g. antioquensis.